# Wiktor Gancczarenko
Wiktor Gancczarenko (ur. 1922, zm. ?) – rosyjski esesman, członek załogi niemieckiego obozu koncentracyjnego Buchenwald i zbrodniarz wojenny.

## Życiorys
W 1941 rozpoczął służbę w Armii Czerwonej, po dwóch miesiącach został wysłany na front podczas operacji Barbarossa. Dostał się do niemieckiej niewoli i był przetrzymywany w obozie jenieckim do kwietnia 1943. Następnie Hantscharenko został przydzielony do batalionu robotniczego w Estonii. W maju 1944 oddelegowano go do służby w obozie buchenwaldzkim, gdzie po krótkim przeszkoleniu pełnił służbę wartowniczą do kwietnia 1945. 8 kwietnia 1945 dołączył do kolumny ewakuacyjnej z Buchenwaldu do obozu we Flossenbürgu. Zastrzelił wówczas 12 więźniów niezdolnych do dalszego marszu.
Po zakończeniu wojny Hantscharenko został osądzony przez amerykański Trybunał Wojskowy w Dachau w dniach 14–16 października 1947. Skazany został na dożywotnie pozbawienie wolności. Z więzienia zwolniono go w październiku 1954.